# Fjodor Fjodorowitsch Tornau

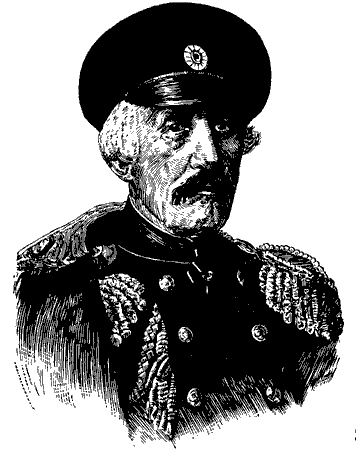
Fjodor Fjodorowitsch Tornau

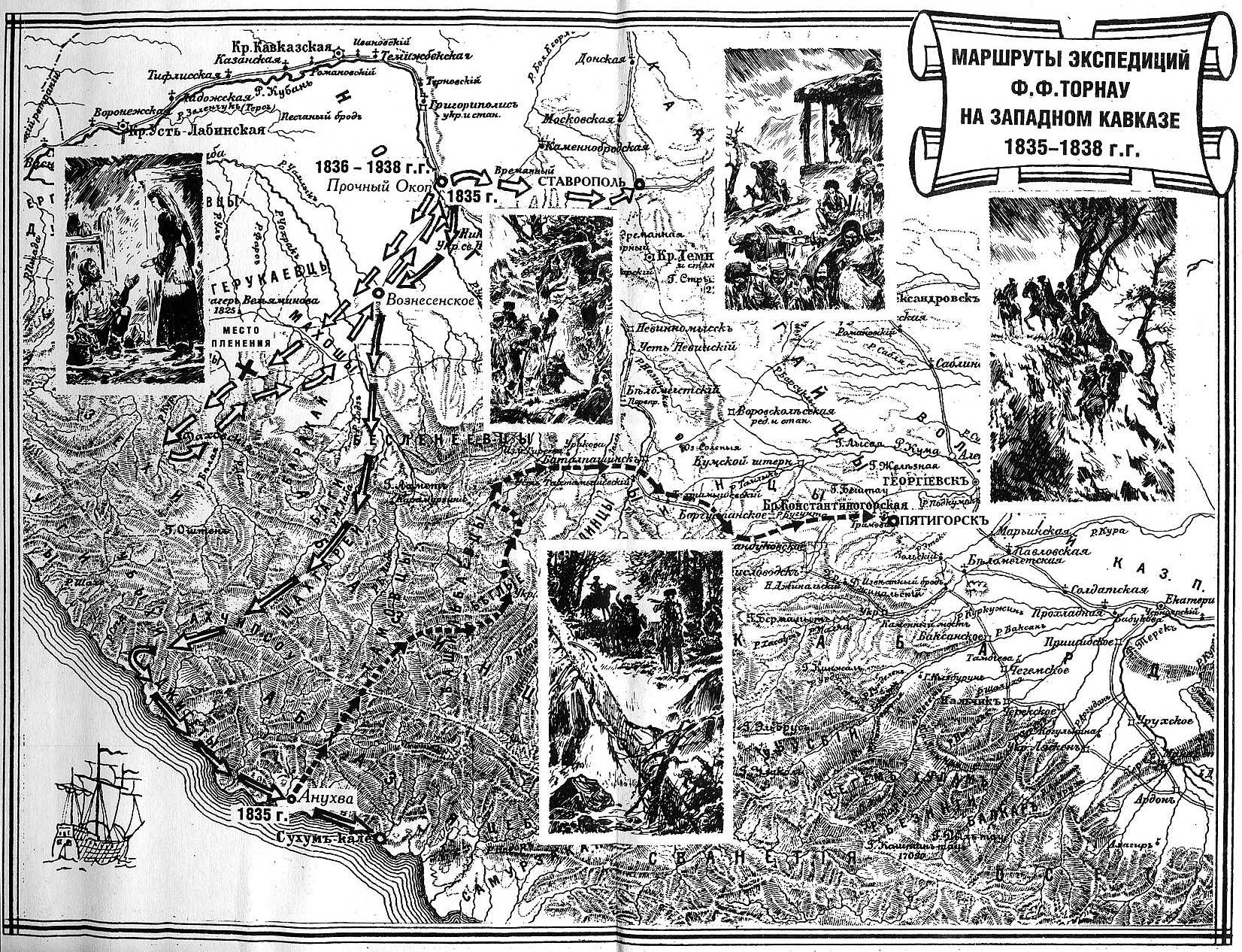
Karte der Wege Tornaus im Kaukasus

Baron Fjodor Fjodorowitsch Tornau (auch Theodor von Tornau(w), russisch Фёдор Фёдорович Торнау, wiss. Transliteration Fedor Fedorovič Tornau; * 1810 in Polozk; † 7. Januar 1890 in Edlitz) war ein kaiserlich-russischer Offizier deutsch-baltischer Herkunft. Er wurde vor allem durch die autobiographische Schilderung seiner Zeit im Kaukasus bekannt.

## Leben und Wirken
Tornau stammte aus dem über Pommern nach Kurland gekommenen Zweig des ursprünglich mecklenburgischen Adelsgeschlechts von Tornow. Er war Sohn des Oberst Theodor (Fjodor Grigorjewitsch) Tornau und erhielt seine Schulbildung im Internat des Lyzeums Zarskoje Selo. Mit 18 Jahren wurde er Fähnrich in der russischen Armee. Er diente im Russisch-Türkischen Krieg (1828–1829) und nahm 1830/31 an der Niederschlagung des polnischen Novemberaufstands teil, wo er seinem Onkel, Feldmarschall Hans Karl von Diebitsch-Sabalkanski zugeteilt war. 
1832 wurde er in den Kaukasus nach Tiflis versetzt. Hier war er im Generalstab tätig und wurde als Kundschafter im Küstengebirge eingesetzt. Dabei wurde er 1836 von kabardinischen Tscherkessen in der Hoffnung auf ein Lösegeld gefangen genommen und in einem Bergdorf (Aul) festgehalten. Nach mehreren erfolglosen Ausbruchsversuchen und Verhandlungen gelang ihm schließlich im November 1838 mit einem georgischen Adligen die Flucht. Nach einer Reise nach Moskau, wo Tornau von Zar Nikolaus I. empfangen wurde, der Niederschrift seiner Erfahrungen für den Generalstab und einem Erholungsurlaub kehrte er 1840 an die Ostküste des Schwarzen Meeres zurück und beteiligte sich am Ausbau der russischen Forts. 1843 wurde er auf die andere Seite des Kaukasus nach Dagestan versetzt. 
1849 erbat er sich Urlaub und bewirtschafte sein Gut in der Nähe von Nischni Nowgorod. Im Krimkrieg kehrte er in den aktiven Dienst zurück und war als Quartiermeister im Stab von Dmitri Jerofejewitsch Osten-Sacken eingesetzt. 1856 wurde er, inzwischen Generalmajor, zum Militärattaché an der russischen Botschaft in Wien ernannt. 
Nach seiner Rückkehr nach St. Petersburg wurde er zum Generalleutnant befördert und 1873 Mitglied des wissenschaftlichen Militärrates beim Hauptstab.
Seine letzten Lebensjahre verbrachte er in Edlitz bei Wien.

## Auszeichnungen
- Medaille für die Erstürmung Warschaus
- Orden des Heiligen Wladimir
- Sankt-Stanislaus-Orden, Großkreuz
- Roter Adlerorden, 2. Klasse
- Orden der Eisernen Krone, 2. Klasse

## Werke
- Воспоминания Кавказского офицера. Vospominaniia kavkazskogo ofitsera. Moskau: Katkov 1864; mehrere Neuauflagen, zuletzt Moskva, Airo-XXI, 2008

deutsche Ausgabe: Erinnerungen eines Offiziers des Kaukasischen Corps. 2 Bände, Berlin: Otto Janke 1868